# جليد زجاجي

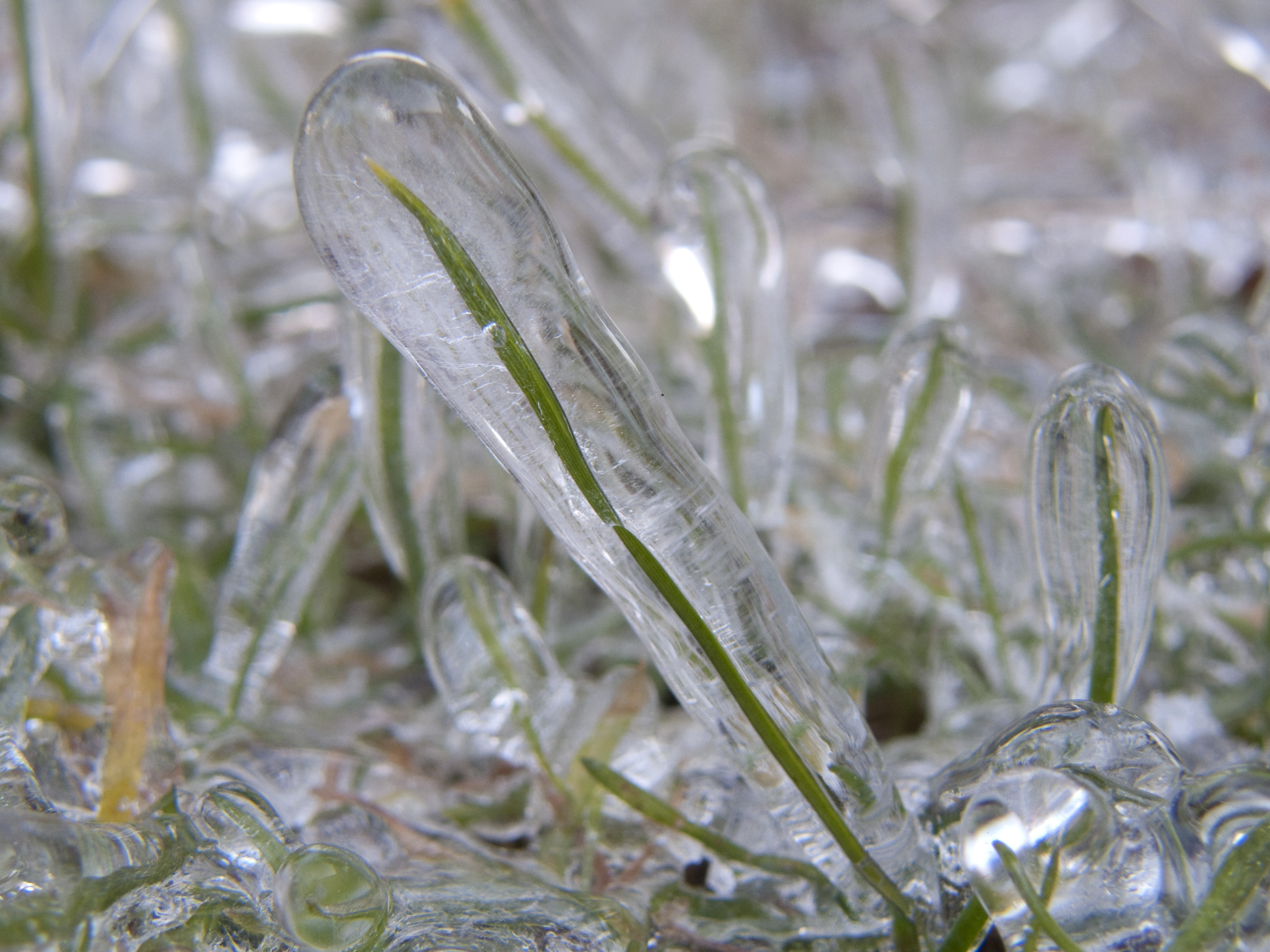
جليد زجاجي على نصل عشب

الجليد الزجاجي أو الجليد المتبلر أو الجليد الشفاف أو صقيع هو نوع من أنواع الجليد يتميز بأنه ناعم وشفاف ومتجانس وذلك بشكل يشبه الزجاج. يتشكل هذا النوع من الجليد عند هطول مطر متجمد أو رذاذ متجمد وتراكمه على سطح ما.
هناك تشابه من حيث الشكل بين الجليد الزجاجي والجليد الصافي، والذي يتشكل من قطيرات الماء فائقة التبريد.

## اقرأ أيضاً
- مطر متجمد